# 앤드루스부리고래
앤드루스부리고래(Mesoplodon bowdoini)는 부리고래과 이빨부리고래속에 속하는 고래의 일종이다. 이빨부리고래속 중에서 가장 덜 알려진 종이다.

## 같이 보기
- 고래류의 종 목록